# Skivfabriken
Skivfabriken var en av Stockholms större butiker för grammofonskivor och affischer under 1970-talet. Butiken öppnade 1974 på Birger Jarlsgatan 7 i närheten av Birger Jarlspassagen och Norrmalmstorg. 

## Skivaffär
Då leksaksbutiken Claestorpsboden i hörnet av Birger Jarlsgatan och Smålandsgatan lades ned 1973 var den amerikanske affärsmannen Richard Berlin, som ägde Richards Records i Birger Jarlspassagen, beredd att ta över lokalen. Skivfabrikens koncept var enkelt: "Den senaste musiken till absolut lägsta pris". Logotypen med Skivfabriken handskrivet på en tegelvägg formgavs av Mati Lepp. Den rymliga butiken i två plan rymde ett stort sortiment skivor, affischer och andra artiklar. Guy Peellaerts unika Rock Dreams-posters såldes exklusivt av Skivfabriken.

## Konserter
Hösten 1975 inledde Skivfabriken ett samarbete med ICO Concerts i Köpenhamn. De första konserterna hölls på Jarlateatern där bl. a. Tom Waits, Thin Lizzy, UFO och Camel framträdde. Sex Pistols var också inbokade där den 21 februari 1977 för 6 000 kronor, men hoppade av på grund av interna konflikter. På Stockholms konserthus 1976 spelade bland andra J.J. Cale, Little Feat och Patti Smith Group. Den sistnämnda konserten spelades in av Sveriges Television.